# Nousseviller-Saint-Nabor
Pour les articles homonymes, voir Nousseviller-lès-Bitche.
Nousseviller-Saint-Nabor [nusvilɛʁ sɛ̃ nabɔʁ] est une commune française située dans le département de la Moselle et le bassin de vie de la Moselle-est, en région Grand Est. Elle fait également partie du Steinart.

## Géographie
Situé dans le Nord-Est de la France, Nousseviller-Saint-Nabor offre à ses habitants le charme d'un village à proximité de plusieurs villes. En effet, situés à 10 kilomètres de Forbach, chef-lieu d'arrondissement, le village de Nousseviller et son annexe de Cadenbronn jouxtent Sarreguemines, à 7 kilomètres, mais aussi Sarrebruck en proche Allemagne, distante seulement de 15 kilomètres. Metz, préfecture de la Moselle se situe à 70 kilomètres.
Commune rurale, les habitants se rendent dans les villes environnantes pour travailler. La proximité de l'Allemagne en fait un site privilégié par ses voisins qui trouvent dans la campagne, le calme et le repos indispensables à un bon équilibre de vie.

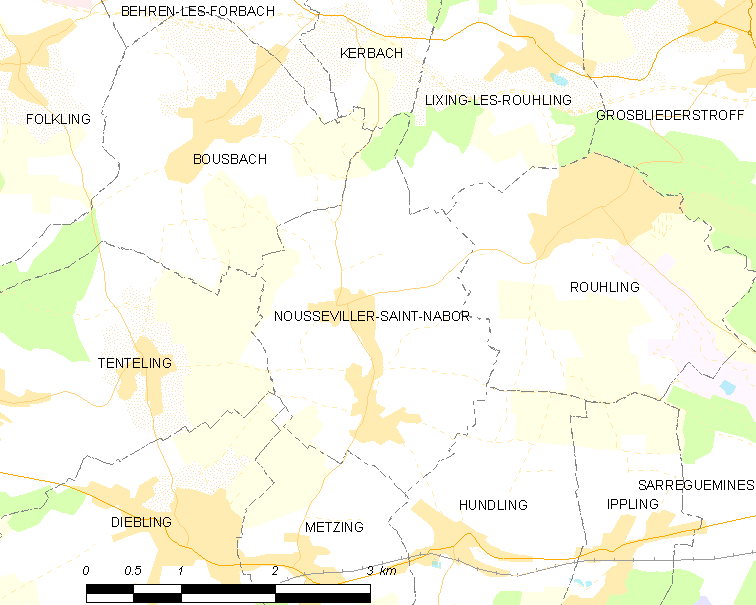
Carte de la commune.

### Communes limitrophes
| Bousbach  | Kerbach                  | Lixing-lès-Rouhling |
| tenteling | Nousseviller-Saint-nabor | Rouhling            |
| Diebling  | Metzing                  | Hundling            |

### Géologie
Le village de Nousseviller-Saint-Nabor est situé sur un plateau où les pierres calcaires jonchent le sol, d'où le nom de Steinart donné à la région. Au cours d'une balade dans les champs, il est très aisé de voir ces pierres blanchâtres qui parsèment les terres labourées, comme autant d'ossements blanchis par la pluie et le soleil.
Cette situation géographique particulière a eu deux principales conséquences :
- les difficultés d'approvisionnement en eau, du fait des sources très rares et des puits profonds et peu rentables.
- le déboisement des hauteurs dès le haut Moyen Âge ; de ce fait, la commune ne possède aucune parcelle forestière.

### Écarts et lieux-dits
- Bambusch, la forêt dans laquelle se trouvent les ruines de la villa rustica.
- Cadenbronn.

### Hydrographie
La commune est située dans le bassin versant du Rhin au sein du bassin Rhin-Meuse. Elle est drainée par le ruisseau de Rouhling.

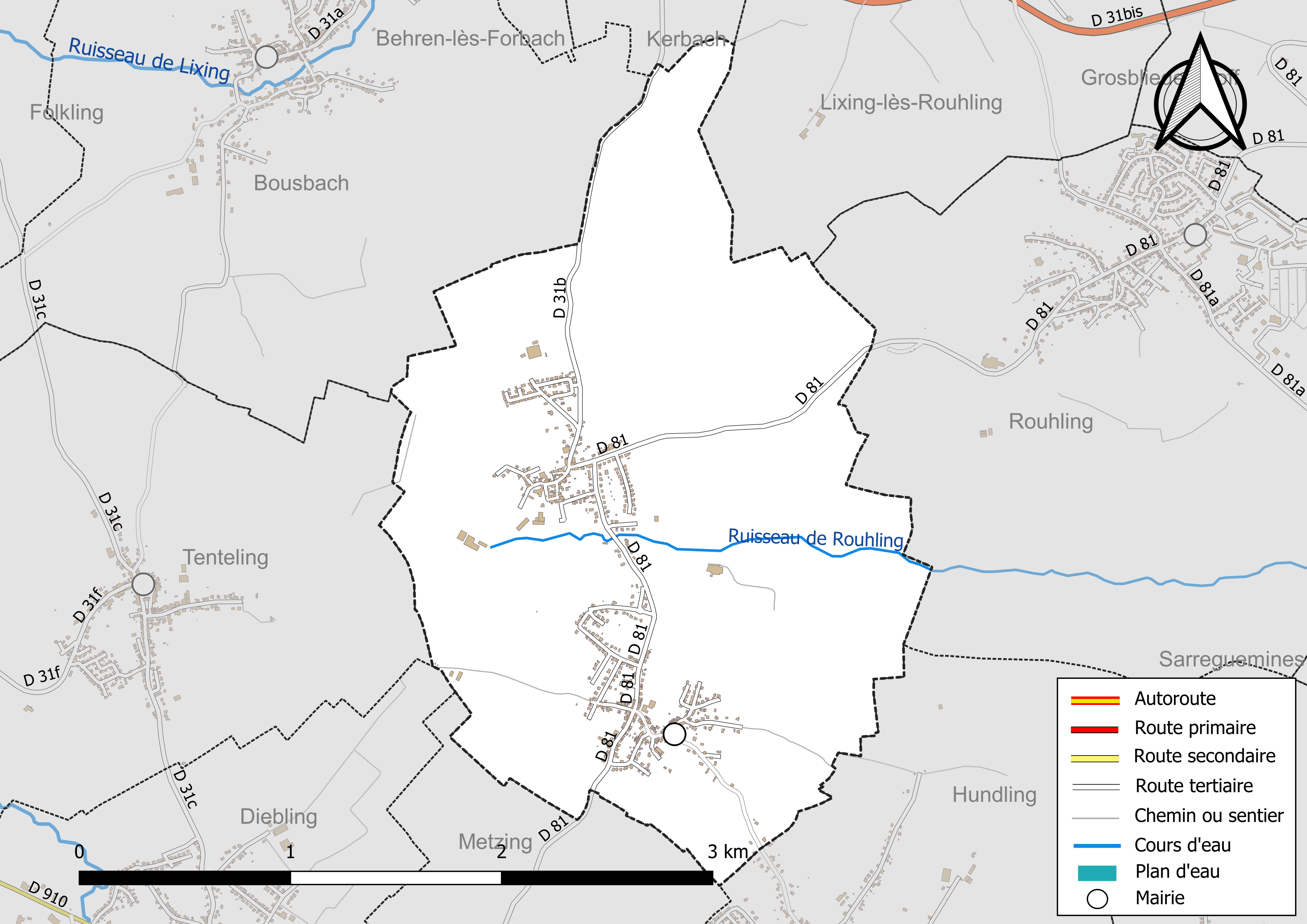
Réseaux hydrographique et routier de Nousseviller-Saint-Nabor.

### Climat
Pour des articles plus généraux, voir Climat du Grand Est et Climat de la Moselle.
En 2010, le climat de la commune est de type climat des marges montargnardes, selon une étude du Centre national de la recherche scientifique s'appuyant sur une série de données couvrant la période 1971-2000. En 2020, Météo-France publie une typologie des climats de la France métropolitaine dans laquelle la commune est exposée à un climat semi-continental et est dans la région climatique  Lorraine, plateau de Langres, Morvan, caractérisée par un hiver rude (1,5 °C), des vents modérés et des brouillards fréquents en automne et hiver. 
Pour la période 1971-2000, la température annuelle moyenne est de 9,5 °C, avec une amplitude thermique annuelle de 17 °C. Le cumul annuel moyen de précipitations est de 911 mm, avec 12,1 jours de précipitations en janvier et 9,9 jours en juillet. Pour la période 1991-2020, la température moyenne annuelle observée sur la station météorologique de Météo-France la plus proche, « Seingbouse », sur la commune de Seingbouse à 10 km à vol d'oiseau, est de 10,5 °C et le cumul annuel moyen de précipitations est de 731,4 mm. 
La température maximale relevée sur cette station est de 37,9 °C, atteinte le 25 juillet 2019 ; la température minimale est de −17 °C, atteinte le 20 décembre 2009,,. 
Les paramètres climatiques de la commune ont été estimés pour le milieu du siècle (2041-2070) selon différents scénarios d'émission de gaz à effet de serre à partir des nouvelles projections climatiques de référence DRIAS-2020. Ils sont consultables sur un site dédié publié par Météo-France en novembre 2022.

## Urbanisme

### Typologie
Au 1er janvier 2024, Nousseviller-Saint-Nabor est catégorisée bourg rural, selon la nouvelle grille communale de densité à sept niveaux définie par l'Insee en 2022.
Elle appartient à l'unité urbaine de Hundling, une agglomération intra-départementale regroupant deux  communes, dont elle est une commune de la banlieue,,. Par ailleurs la commune fait partie de l'aire d'attraction de Sarreguemines (partie française), dont elle est une commune de la couronne,. Cette aire, qui regroupe 48 communes, est catégorisée dans les aires de 50 000 à moins de 200 000 habitants,.

### Occupation des sols
L'occupation des sols de la commune, telle qu'elle ressort de la base de données européenne d’occupation biophysique des sols Corine Land Cover (CLC), est marquée par l'importance des territoires agricoles (84,4 % en 2018), en diminution par rapport à 1990 (87,8 %). La répartition détaillée en 2018 est la suivante : 
prairies (50,4 %), zones agricoles hétérogènes (29,6 %), zones urbanisées (12,8 %), terres arables (4,4 %), forêts (2,8 %). L'évolution de l’occupation des sols de la commune et de ses infrastructures peut être observée sur les différentes représentations cartographiques du territoire : la carte de Cassini (XVIIIe siècle), la carte d'état-major (1820-1866) et les cartes ou photos aériennes de l'IGN pour la période actuelle (1950 à aujourd'hui).

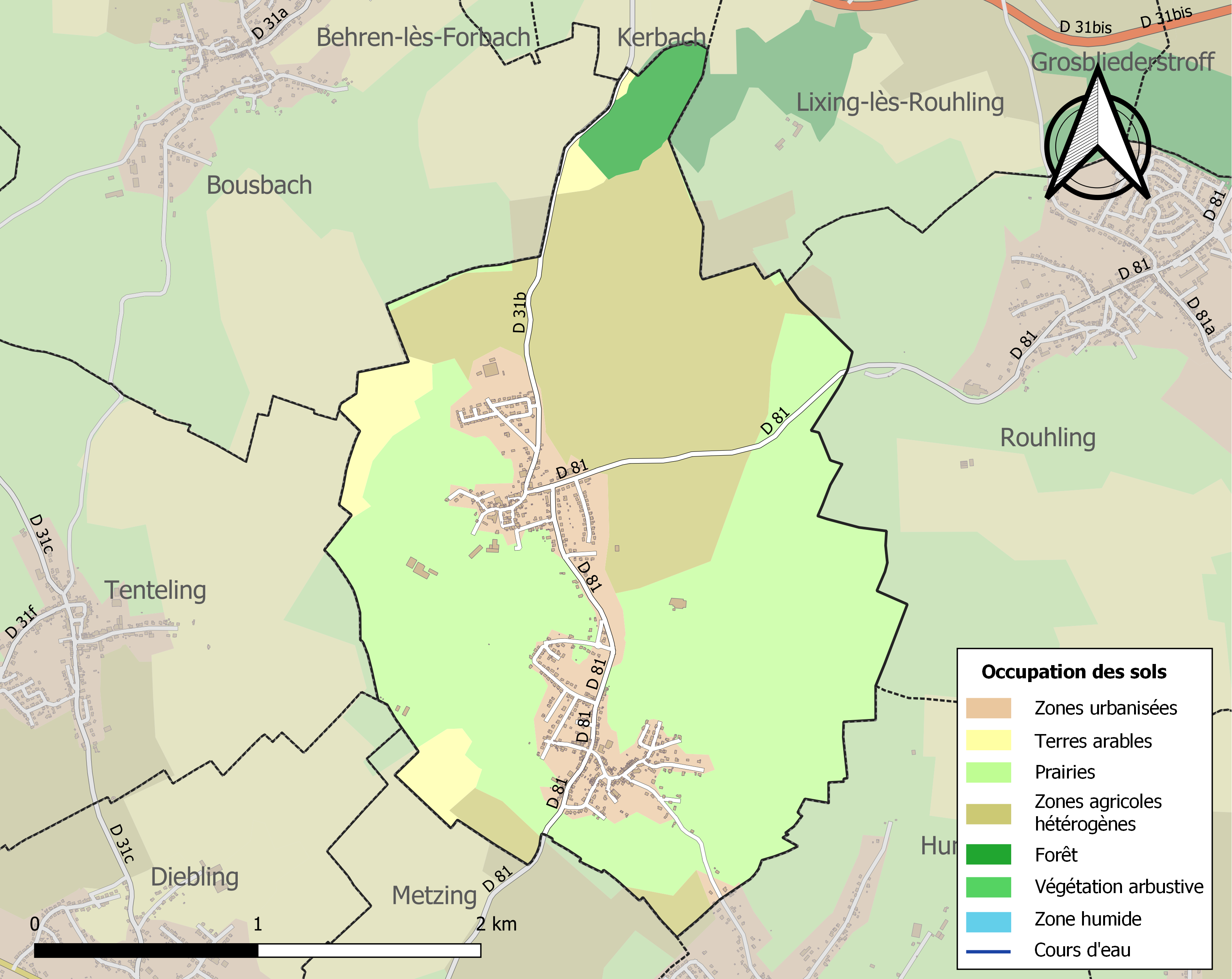
Carte des infrastructures et de l'occupation des sols de la commune en 2018 (CLC).

## Toponymie
Le village de Nousseviller est cité pour la première fois en l'an 875, sous la forme Notuwilre. Il est ensuite attesté successivement : Notelvilre (962), Nochewilre (972), Notuwiller (1137), Norswiller/Noesviller/Nusweiller (1544), Nussweiller (1594), Nosweiler (XVIIIe siècle), Nousweiller (1779), Nousviler (1793), Nousweiller (1801), Noussewiller-lez-Puttelange, Nousseviller-lès-Puttelange, Nousseviller-Saint-Nabor (1961).
Il y a en Lorraine une centaine de villages dont le nom comporte l'appellatif toponymique  -viller, -villers ou encore -weiler, provenant du bas latin villare, dérivé bas latin de villa « domaine rural », il signifie « ferme, propriété terrienne » et a donné l'ancien haut allemand wîler, allemand Weiler « hameau ».
Nusswiller en francique lorrain.

## Histoire
Pour l’histoire de l’annexe, voir Cadenbronn.
La commune est constituée de deux villages : Nousseviller-Saint-Nabor et son annexe Cadenbronn. On situe l'origine des deux villages au VIIe ou VIIIe siècle. Leur histoire est séparée jusqu'en 1808 et 1813 ou respectivement la paroisse puis la commune de Cadenbronn sont rattachées à celle de Nousseviller.
Durant la période gallo-romaine, une route secondaire appelée diverticule, relativement importante, reliait le « Herapel », la colline sur le ban de Cocheren où les Romains édifièrent un oppidum, à Sarreguemines. Cette voie romaine passait par Cocheren, Folkling, Théding, Nousseviller et Welferding.
À l'origine, vers 875, le village de Nousseviller est rattaché à l'église-mère de Maxstadt, puis plus tard à l'abbaye de Saint-Arnouald. Sous l'Ancien Régime, l'abbaye Sainte-Glossinde de Metz possède des biens dans le village, de même que les comtes de Sarrebruck. À partir du XIIIe siècle, Nousweiller devient propriété des comtes de Salm, seigneurs de Puttelange, et ce jusqu'au XVe siècle. Le comté de Puttelange est alors dirigé par un comte, le Rhingraff. Les villages de Guebenhouse, Metzing et Nousseviller forment ce qu'on appelait la mairie de Metzing.
Il semblerait que Nousseviller était déjà paroisse au XIIIe siècle, mais ce n’est qu'à partir de 1536 que l’on connaît le nom des curés qui ont exercé leur ministère dans le village.
D'autres seigneurs, ainsi que le clergé, possèdent des biens à Nousseviller, comme la commanderie de Metz de l'ordre teutonique. Mais comme ces biens sont difficiles à administrer vu l'éloignement, ils sont cédés à la commanderie de Sarrebruck. Un document atteste qu'au début du XVe siècle, ce dernier signe un contrat avec le comte Johann de Salm de Puttelange pour gérer les possessions à Nousseviller, contrat qui est renouvelé en 1453, avec ses fils Simon et Johann.
Un document manuscrit datant du règne de Louis XIV nous parle du dénombrement effectué en 1708. Ce renseignement d'une grande précision confirme qu'à cette date, le village compte neuf familles, dix garçons, dix filles, un valet et deux servantes, ce qui nous donne un total de quarante-et-une personnes. Il nous indique aussi que ces familles possèdent vingt-trois chevaux, dix-neuf vaches et quarante-cinq cochons. Si le village compte à cette date si peu d'habitants, cela s'explique par la destruction de la région pendant la guerre de Trente Ans (1618-1648). Les mercenaires qui mènent cette guerre avec les troupes indisciplinées lui donnent un caractère particulièrement cruel et dévastateur.
Selon la coutume lorraine, l'ensemble du ban du village est soumis au Moyen Âge à la vaine pâture. Cela signifie que chaque propriétaire n'est plus sur son propre terrain, à partir du 1er octobre de chaque année pour faire manger ses bêtes. La capacité de pâture de chaque ban est évaluée une fois pour toutes. Ainsi selon une expertise du 31 août 1747, entérinée par une sentence du tribunal de bailliage de Sarreguemines du 14 décembre 1747, le ban de Nousseviller peut nourrir cent cinquante bovins, quatre-vingt porcs, cent soixante brebis ou cent moutons. Selon un principe d'équivalence, la capacité totale du ban est évaluée à six cent trente moutons. En vertu de son droit de vaine pâture, le seigneur peut donc entretenir à Nousseviller un troupeau correspondant à un tiers de la capacité totale, soit deux cent dix moutons, tandis que la bergerie seigneuriale se trouvait à Metzing.
Après avoir appartenu à l'Allemagne, Nousweiller devient français en 1766. Le village devient commune du district de Sarreguemines et du canton de Puttelange. Enfin, sous le règne de Napoléon Ier, le 18 octobre 1801, de nouveaux changements interviennent et la commune est rattachée au département de la Moselle et l'arrondissement de Sarreguemines, dans le canton de Forbach.

## Politique et administration
| Période                                  | Période  | Identité        | Étiquette | Qualité |
| ---------------------------------------- | -------- | --------------- | --------- | ------- |
| avant 1981                               | ?        | Rémy Starck     |           |         |
| mars 1989                                | ?        | Serge Starck    | SE        | Maire   |
| mai 2020                                 | En cours | Grégory Michels |           | Maire   |
| Les données manquantes sont à compléter. |          |                 |           |         |

## Démographie
L'évolution du nombre d'habitants est connue à travers les recensements de la population effectués dans la commune depuis 1793. Pour les communes de moins de 10 000 habitants, une enquête de recensement portant sur toute la population est réalisée tous les cinq ans, les populations de référence des années intermédiaires étant quant à elles estimées par interpolation ou extrapolation. Pour la commune, le premier recensement exhaustif entrant dans le cadre du nouveau dispositif a été réalisé en 2005.

En 2022, la commune comptait 1 185 habitants, en évolution de −0,5 % par rapport à 2016 (Moselle : +0,52 %, France hors Mayotte : +2,11 %).
| 1793 | 1800 | 1806 | 1821 | 1836 | 1841 | 1861 | 1866 | 1871 |
| ---- | ---- | ---- | ---- | ---- | ---- | ---- | ---- | ---- |
| 343  | 104  | 132  | 567  | 674  | 735  | 416  | 409  | 408  |

| 1875 | 1880 | 1885 | 1890 | 1895 | 1900 | 1905 | 1910 | 1921 |
| ---- | ---- | ---- | ---- | ---- | ---- | ---- | ---- | ---- |
| 414  | 410  | 420  | 410  | 421  | 435  | 434  | 436  | 414  |

| 1926 | 1931 | 1936 | 1946 | 1954 | 1962 | 1968 | 1975 | 1982 |
| ---- | ---- | ---- | ---- | ---- | ---- | ---- | ---- | ---- |
| 449  | 453  | 456  | 435  | 446  | 512  | 506  | 662  | 833  |

| 1990 | 1999 | 2005 | 2006 | 2010  | 2015  | 2020  | 2022  | - |
| ---- | ---- | ---- | ---- | ----- | ----- | ----- | ----- | - |
| 916  | 949  | 994  | 997  | 1 170 | 1 191 | 1 186 | 1 185 | - |

## Culture locale et patrimoine

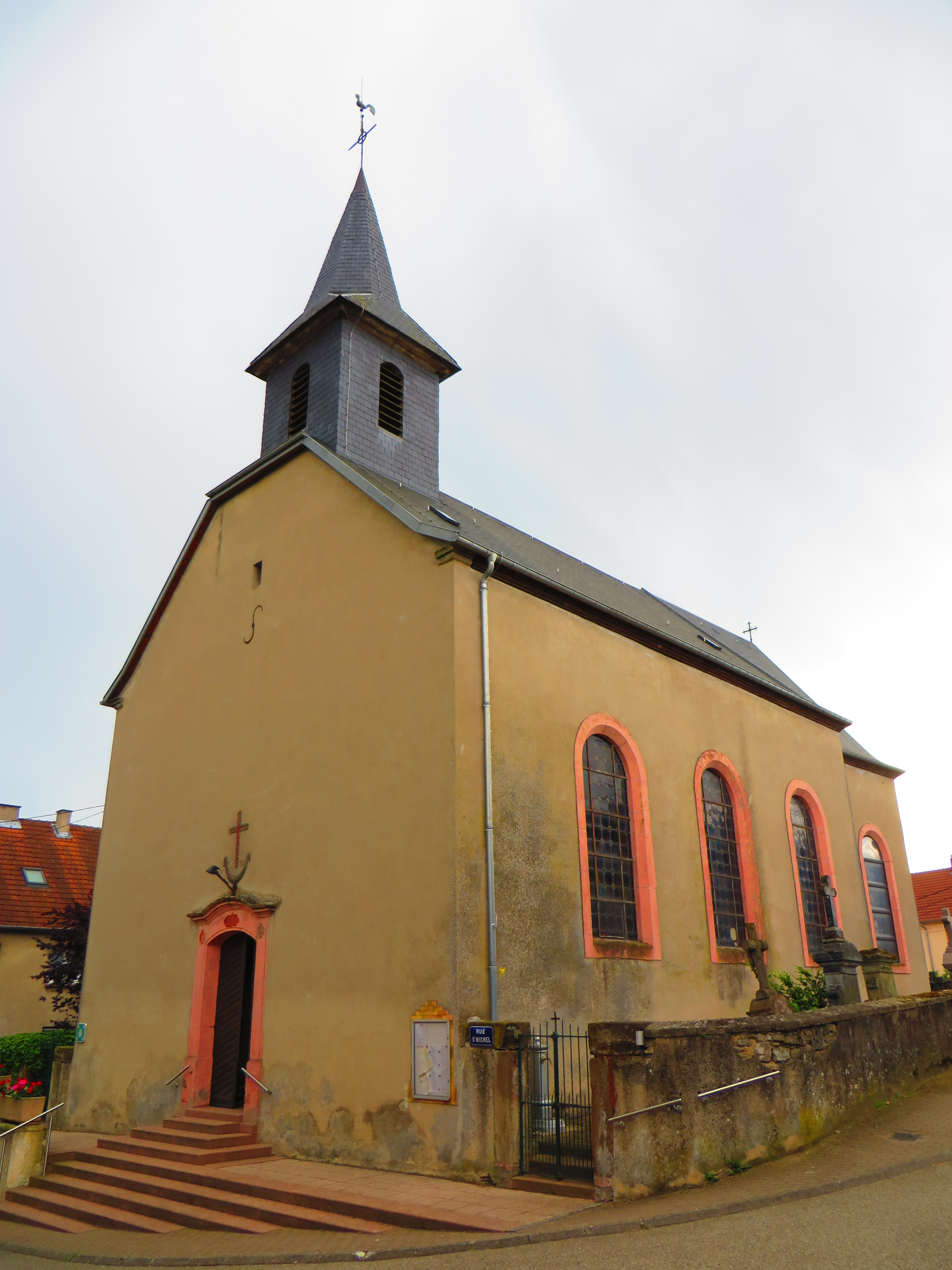
Église Saint-Michel de Cadenbronn

### Lieux et monuments
- Passage d'une voie romaine.
- Église Saint-Nabor 1763, refaite 1902 : autels XVIIIe siècle, chaire de Klem-Colmar début XXe siècle, saint Nicolas XVIIIe siècle.
- Église Saint-Michel de Cadenbronn.

### Héraldique
| Blason de Nousseviller-Saint-Nabor | Blason  | D'azur à la gerbe de blé d'or, accompagnée de trois noix du même; à la bordure cousue de gueules. |
| Blason de Nousseviller-Saint-Nabor | Détails | Le statut officiel du blason reste à déterminer.                                                  |